# 蘭色〜Love Moon Light〜
『蘭色〜Love Moon Light〜』（ラン・スゥー・ラブ・ムーンライト、簡体字：兰色〜Love Moon Light〜）は、チベット族中国人女性歌手alanの中国語版の2枚目のミニ・アルバム(EP)。2010年4月16日に香港版がリリースし、4月26日に中国大陸版をリリースし、8月6日にリパッケージ香港限定版がリリースされた。蘭色〜Love Moon Light〜の蘭(lan)はalanの中国名で阿蘭(a lan)、蘭色 (lan se) は中国語の青い色意味する。

## 解説
- 「有ME就好」は「加油! 你有ME!」の続編であり、エプソンのプリンターのコマーシャルソング（中国本土のCM）。
- 「炫影〜Sharp Light〜」はシャープの携帯電話のコマーシャルソング（中国本土のCM）。
- 初回限定版には、歌詞写真、ポストカード、折込ポスターがつく。
- 2010年4月26日の北京での「蘭色〜Love Moon Light〜」の発売記者会見では、中华慈善总会を通じて、青海地震に自己負担で100万円を寄付した[10][11]ことが発表された。
- 収録曲の一部は、「風に向かう花」のジャケットDにも収録されている。
- リパッケージ香港限定版では、以下の物が収録されている。新しいジャケット写真およびポストカードは香港のカメラマンであるSunnyLauによる撮影。
  1. EPSONプリンター広告イメージソング「有ME就好」PV
  2. alan オフショットムービー
  3. ポストカード 5枚
  4. ミニポスター 1枚
- 香港四大音楽賞の一つである、香港新城ラジオ（Metro Broadcast）主催の「2010新城国語力」にて、「新城国語力新人王」と「新城国語力歌曲」（有ME就好）を受賞[12]。
- Asia♪mu-moにて、日本の携帯電話向けに着うたおよび着うたフルが配信されている[13]。

## 収録曲

### CD
括弧内は、Asia♪mu-moでの曲名。
1. 我的月光 (ムーンライト)
作詞：小瑜　作曲：金大洲　編曲：陈磊LC
2. 炫影〜Sharp Light〜 (シャープライト)
作詞：黄祖荫　作曲：中山邦夫　編曲：陈磊LC
3. 有ME就好 (be with ME)
作詞：周炜杰　作曲：施佳陽
4. 落单的翅膀 (SingleWing)
作詞：Abbie Yang　作曲：菊池一仁
5. Nobody knows but me
作詞：alan / Abbie Yang　作曲：alan
6. my life
作詞：黄祖荫　作曲：菊池一仁
7. 炫影〜Sharp Light〜 (piano only version)
作曲：中山邦夫　編曲：李荣浩

### DVD
1. 我的月光
2. 炫影〜Sharp Light〜
3. 落单的翅膀
4. my life

## 関連イベント
- 2010年4月17日 15:00 - 香港の旺角の朗豪坊にてサイン会[14]。
- 2010年4月25日 18:00 - 北京の「ChinaRen社区五周年盛典」[15][16]。
- 2010年4月26日 13:00 - 北京の「北京唐拉雅秀大酒店」にて蘭色発布会[15][16]。
- 2010年4月29日 - 成都にて、会見(サイン会・記念写真など)[15][17]。

## 参照
1. ↑  新城知訊台資訊網 國語力排行榜
2. ↑  音乐先锋榜 2010年 第34周（2010-8-21）
3. ↑  《蒙牛酸酸乳音乐风云榜》10年05月15日榜单 «  风云资讯
4. ↑  蒙牛酸酸乳音乐风云榜7月31日港台+内地+海外榜
5. 1 2  音乐之声----中央人民广播电台
6. ↑  《蒙牛酸酸乳音乐风云榜》10年05月01日榜单 «  风云资讯
7. ↑  《蒙牛酸酸乳音乐风云榜》10年06月26日榜单
8. ↑  alan(阿蘭)全新國語EP香港率先發行 - 最新消息 - avex Hong Kong
9. ↑  【中国リリース情報】alan C-POP2ndAlbum「蘭色～Love Moon Light～」リパッケージ香港限定版8月6日発売決定！！！！
10. ↑  阿兰借新歌传递爱的力量_影音娱乐_新浪网
11. ↑  alan携新碟唯美回归 《爱就是手》传递大爱(2)_TOM娱乐
12. ↑  2010新城国语力颁奖礼：陈奕迅称王容祖儿封后_网易娱乐
13. ↑  Asia♪mu-mo 中国2nd ALBUM「蘭色 〜Love Moon Light〜」 配信中！！
14. ↑  alan(阿蘭)香港簽名會
15. 1 2 3  【100410】『公告』阿兰近期国内活动总汇_达瓦卓玛吧_贴吧
16. 1 2  【100416】『公告』北京25、26号活动安排再次公告_达瓦卓玛吧_贴吧
17. ↑  【100409】『公告』再次发布 月底成都见面会消息_达瓦卓玛吧_贴吧